# سامی ماتوگ
سامی ماتوگ (انگلیسی: Sami Matoug؛ زادهٔ ۱۲ نوامبر ۱۹۹۹) بازیکن فوتبال است.
از باشگاه‌هایی که در آن بازی کرده‌است می‌توان به باشگاه فوتبال پاریس اشاره کرد.